# AC Horsens
Alliance Club Horsens – duński klub piłkarski z siedzibą w Horsens na Półwyspie Jutlandzkim. 

## Historia
Klub został założony w 1994, w wyniku fuzji dwóch klubów Horsens Forende Sportsklubber (założonego w 1915) i FC Horsens. W sezonie 2011/2012 wystąpił w finale Pucharu Danii, w którym przegrał 0:1 z FC København.

## Sukcesy
- mistrzostwa Danii:
  - 3. miejsce (1): 1967 (jako Horsens FS)
- Puchar Danii:
  - finał (1): 2011/2012

## Europejskie puchary
Legenda do wszystkich tabel:
- Q – runda eliminacyjna, 1/16, 1/8, 1/4, 1/2 – odpowiednia faza rozgrywek, Grupa – runda grupowa, 1r gr – pierwsza runda grupowa, 2r gr – druga runda grupowa, F – finał, R – runda, PO – play-off
- k. – rzuty karne, los. – losowanie, Dogr. – dogrywka, w. – zasada bramek strzelonych na wyjeździe

| Sezon   | Rozgrywki   | Runda | Przeciwnik  | Dom | Wyjazd | Ogólnie |
| ------- | ----------- | ----- | ----------- | --- | ------ | ------- |
| 2012/13 | Liga Europy | 3Q    | Elfsborg    | 1–1 | 3–2    | 4–3     |
| 2012/13 | Liga Europy | PO    | Sporting CP | 1–1 | 0–5    | 1–6     |

## Skład na sezon 2024/2025
Stan na 12 września 2024
| Nr | Poz. | Piłkarz               |
| -- | ---- | --------------------- |
| 1  | BR   | Matej Delač (kapitan) |
| 2  | OB   | Oliver Stanisic       |
| 4  | OB   | Sebastian Hausner     |
| 8  | PO   | Odilon Kouassi        |
| 9  | NA   | Muhamet Hyseni        |
| 10 | PO   | Sanders Ngabo         |
| 11 | NA   | Sebastian Pingel      |
| 12 | OB   | Christ Tapé           |
| 14 | PO   | Julius Madsen         |
| 15 | PO   | Oliver Kjærgaard      |
| 17 | PO   | Adam Herdonsson       |
| 18 | PO   | Frederik Christensen  |
| 19 | PO   | Marinus Larsen        |

| Nr | Poz. | Piłkarz                                       |
| -- | ---- | --------------------------------------------- |
| 20 | PO   | Karlo Lusavec                                 |
| 21 | NA   | Kwaku Karikari                                |
| 22 | PO   | Emil Frederiksen (wypożyczony z Rosenborg BK) |
| 23 | PO   | Hjalte Toftegaard                             |
| 24 | OB   | Ole Martin Kolskogen                          |
| 25 | OB   | Mikkel Kallesøe                               |
| 28 | OB   | Alagie Saine                                  |
| 30 | BR   | Andreas Hermansen                             |
| 31 | BR   | Anders Hoff                                   |
| 33 | OB   | Alexander Ludwig                              |
| 34 | OB   | Frederik Roslyng                              |
| 45 | NA   | Marvin Egho                                   |
| 99 | NA   | Omar Jarju                                    |

### Zawodnicy wypożyczeni do innych klubów
Stan na 12 września 2024
| Nr | Poz. | Piłkarz                                               |
| -- | ---- | ----------------------------------------------------- |
|    | OB   | Samuel Juel (w Skive IK do 30 czerwca 2025)           |
|    | PO   | Elijah Just (w SKN St. Pölten do 30 czerwca 2025)     |
|    | PO   | Angelo Nehmé (w Næstved BK do 30 czerwca 2025)        |
|    | NA   | Simon Becher (w St. Louis City SC do 30 czerwca 2025) |

## Strony klubowe
- AC Horsens - Oficjalna strona klubu
- Fanklubben Den Gule Fare - Oficjalny fan club